# نفرین کومودو
نفرین کومودو (به انگلیسی: Curse of the Komodo) فیلمی سینمایی محصول سال ۲۰۰۴ و به کارگردانی جیم وینورسکی است. پس از این فیلم، فیلم دیگری هم با مضمون اژدهای کومودو در سال ۲۰۰۵ ساخته شد که کومودو علیه کبرا نام دارد و توسط Jim Wynorski کارگردانی شده است. داستان فیلم نفرین کومودو حول یک گروه از اژدهای کومودوهای جهش‌یافته است که از آزمایشگاهی که در آن نگهداری می‌شوند فرار می‌کنند و ارتش و دانشنمندان برای متوفق کردن آنها و جلوگیری از تخریب دنیا توسط آنها، بسیج می‌شوند.